# اکسو (فروشگاه)
اُکسو، (به اسپانیایی: OXXO) یک فروشگاه زنجیره‌ای مکزیکی است، که در سال ۱۹۷۷ میلادی، در شهر مونترری در کشور مکزیک تأسیس شد. 
این شرکت، با بیش از ۹،۵۰۰ فروشگاه در آمریکای لاتین بزرگترین شرکت خرده‌فروشی زنجیره‌ای، در کشور مکزیک به حساب می‌آید. 

## نگارخانه

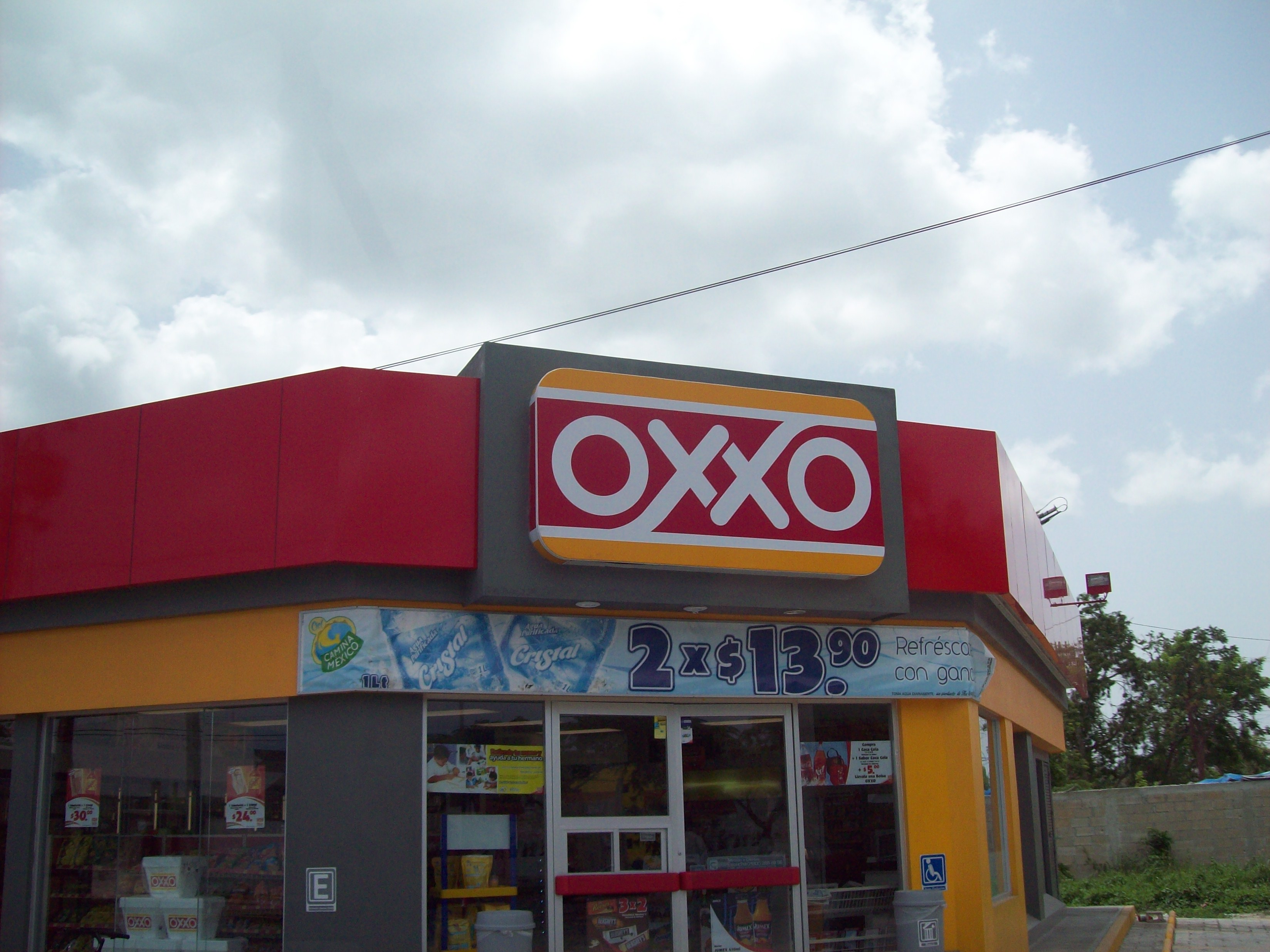
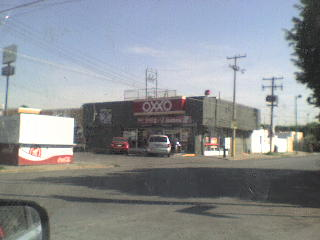
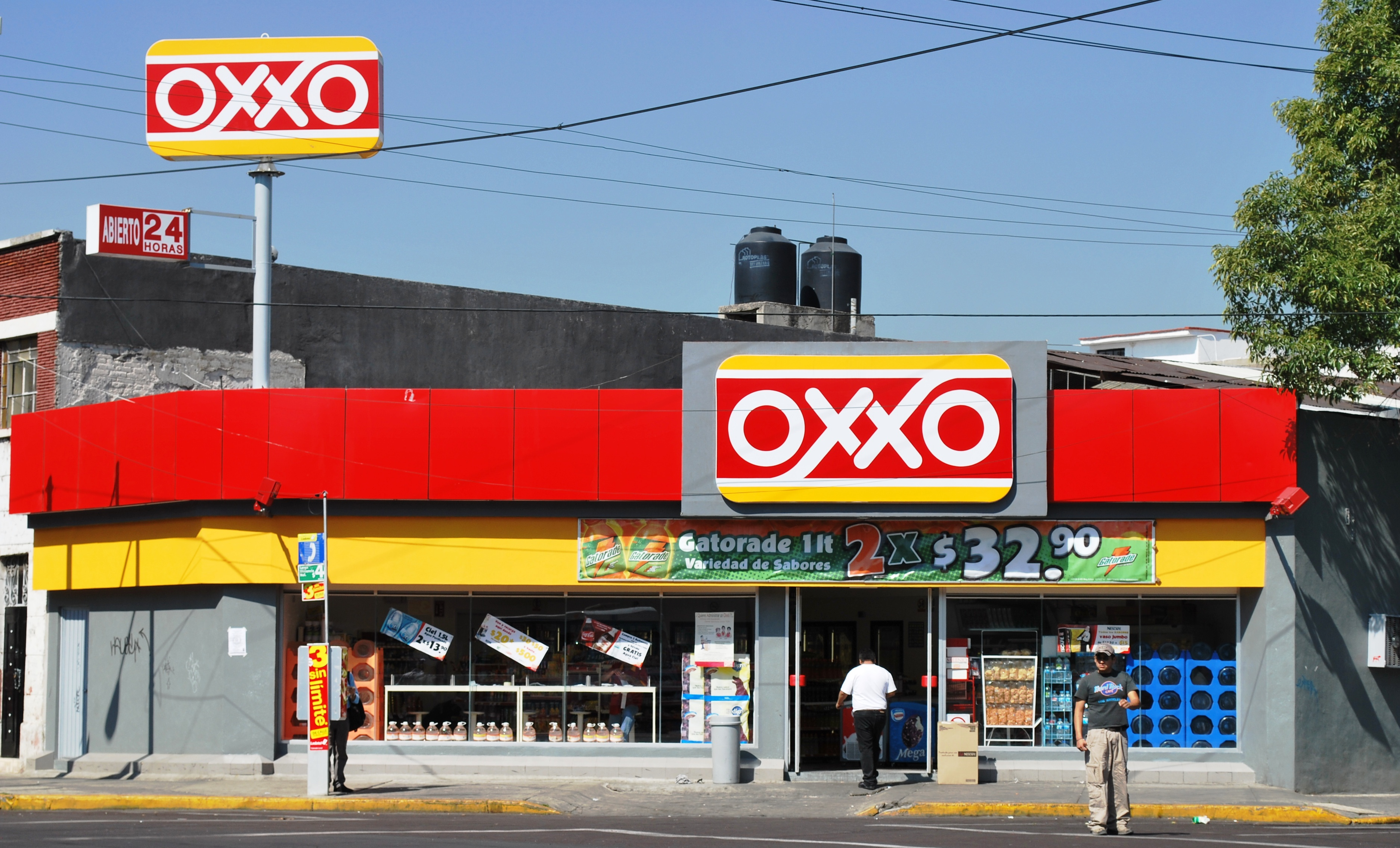
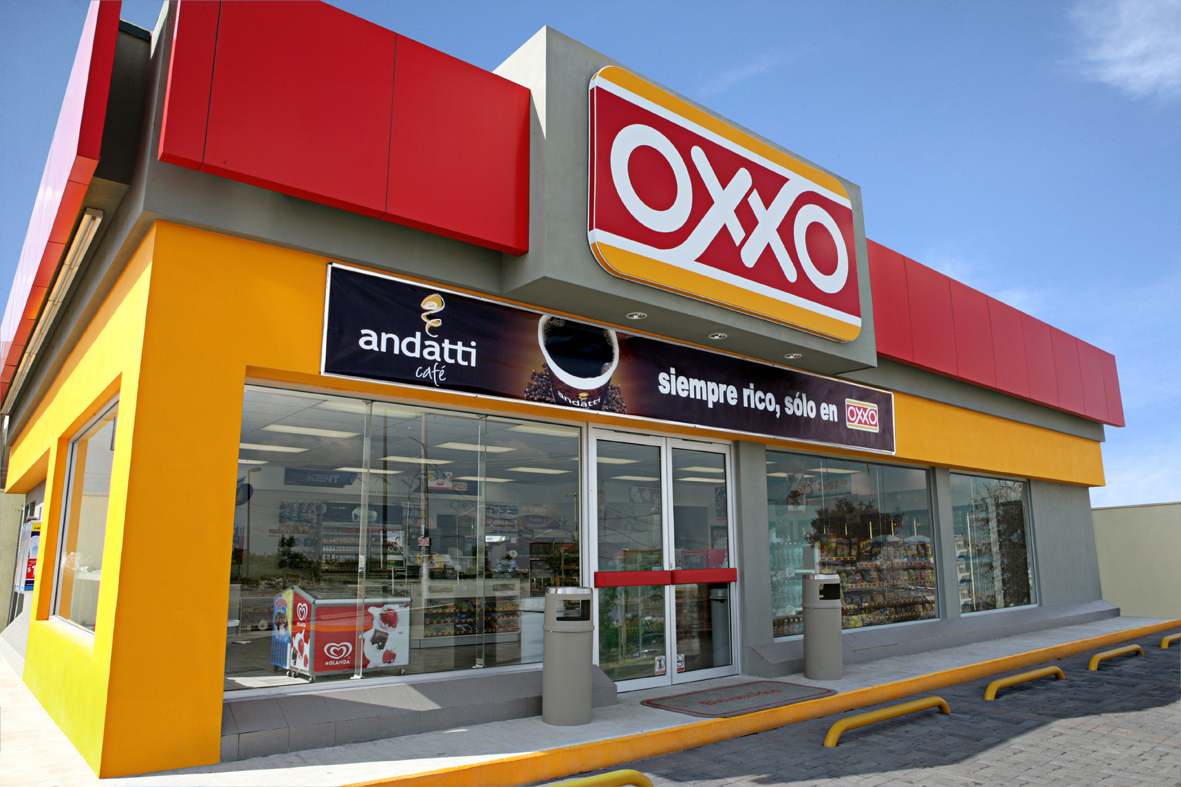
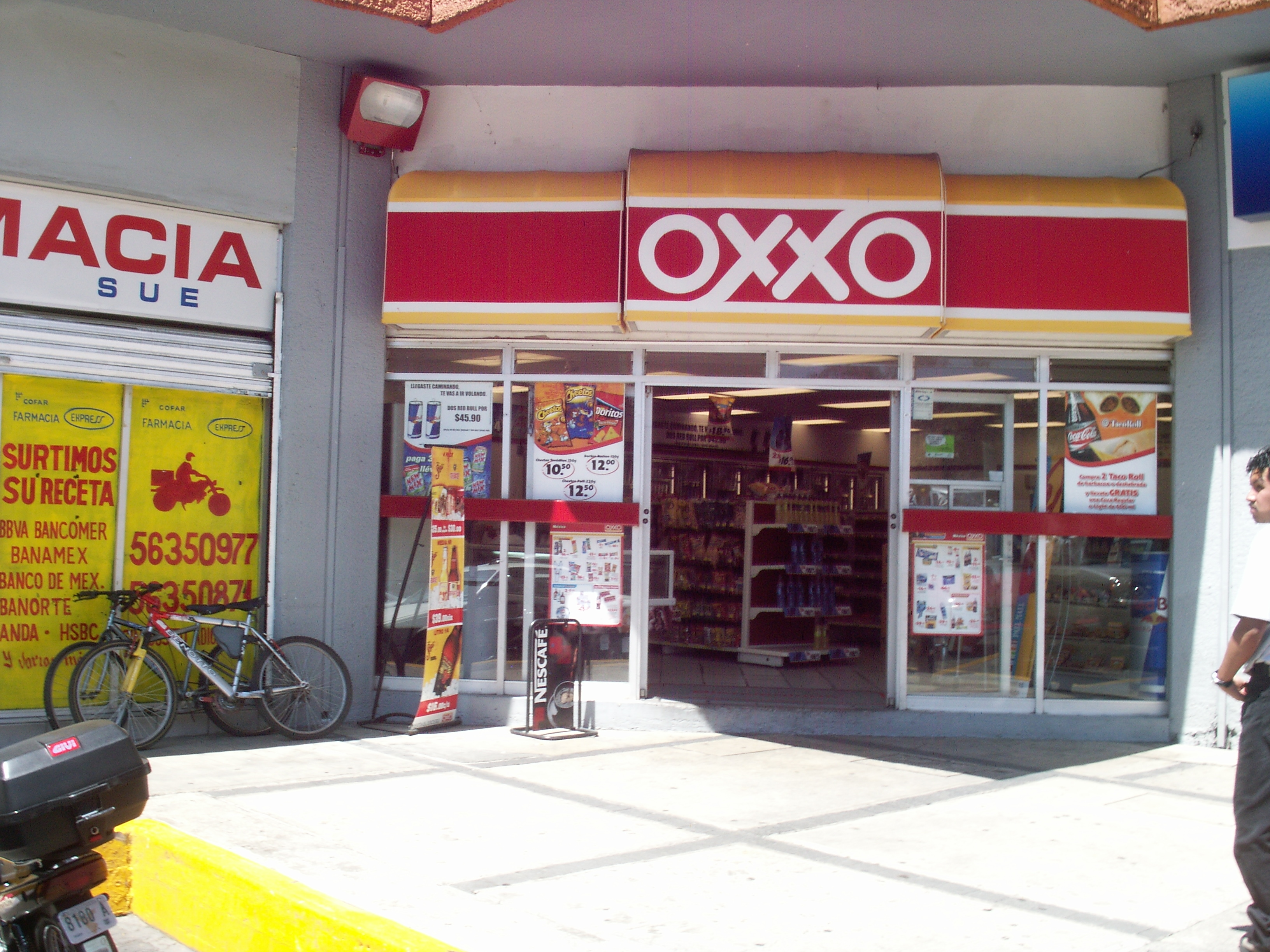
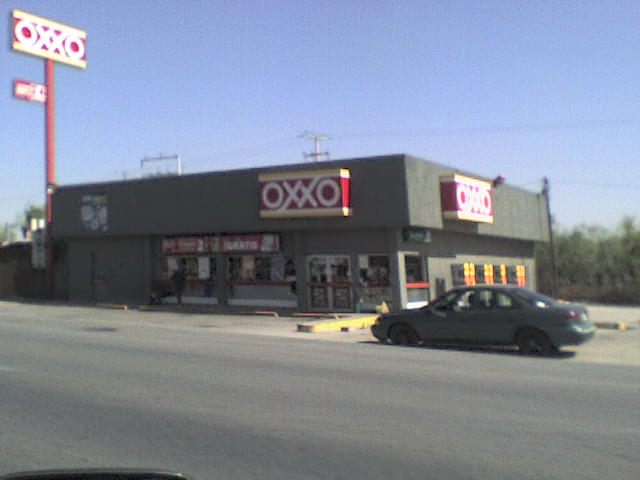
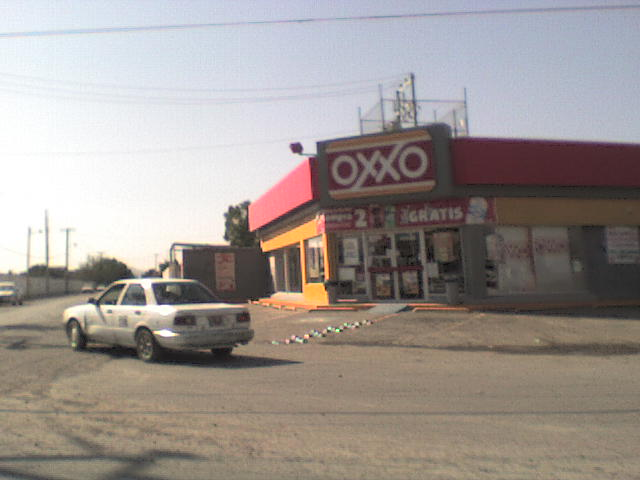
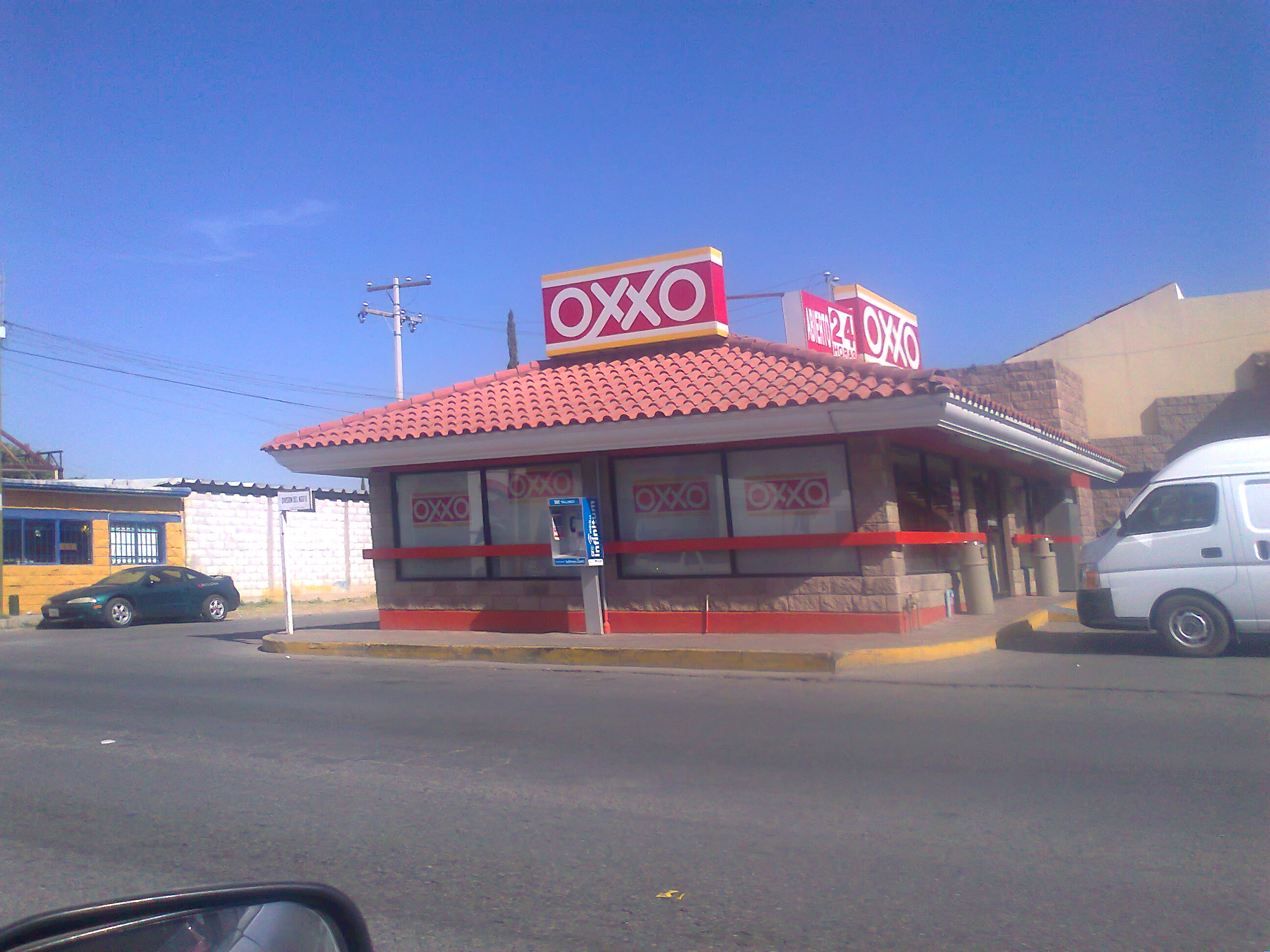
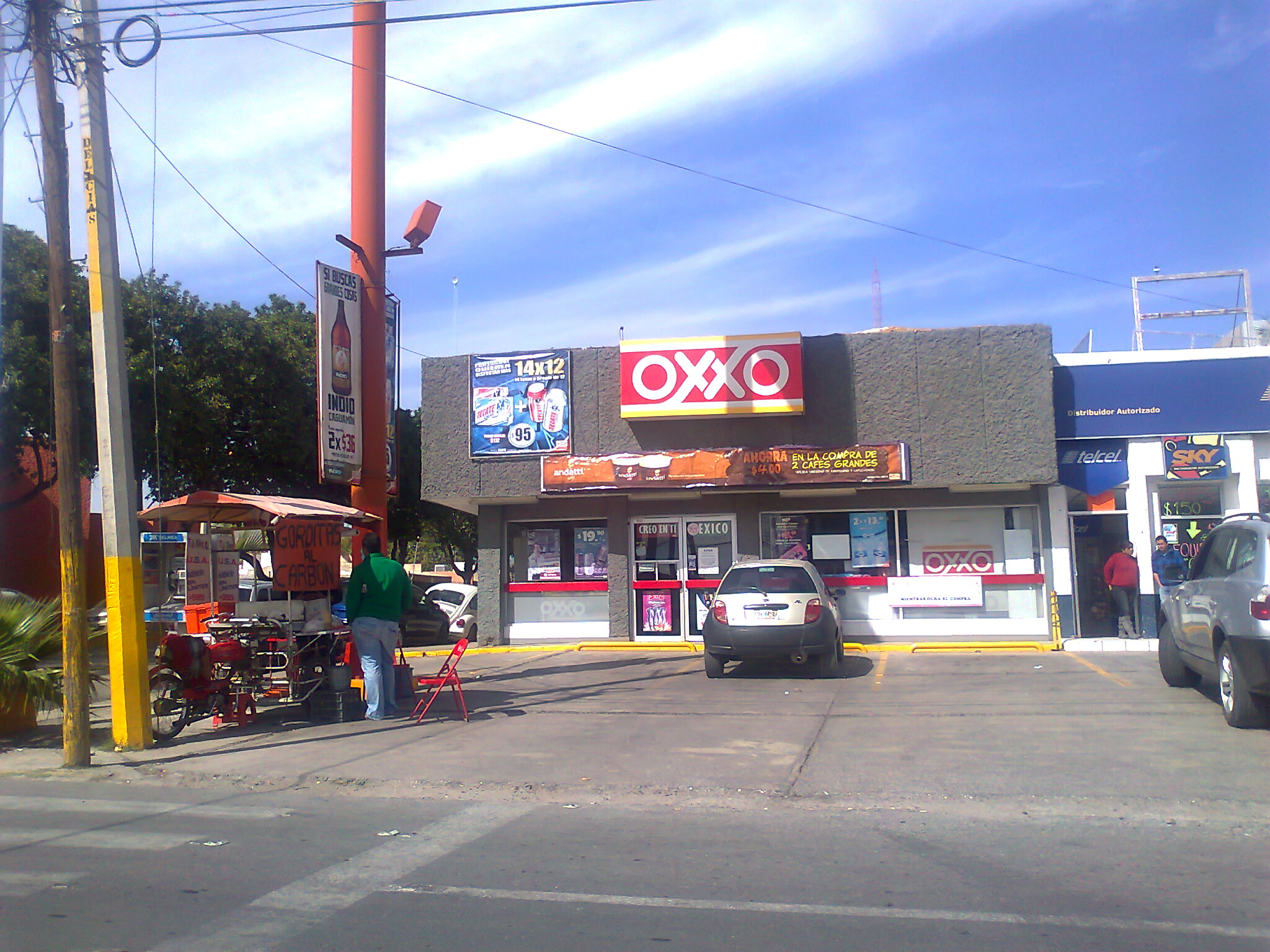
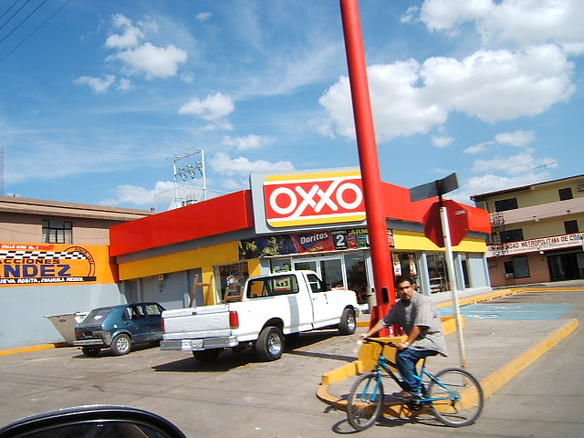
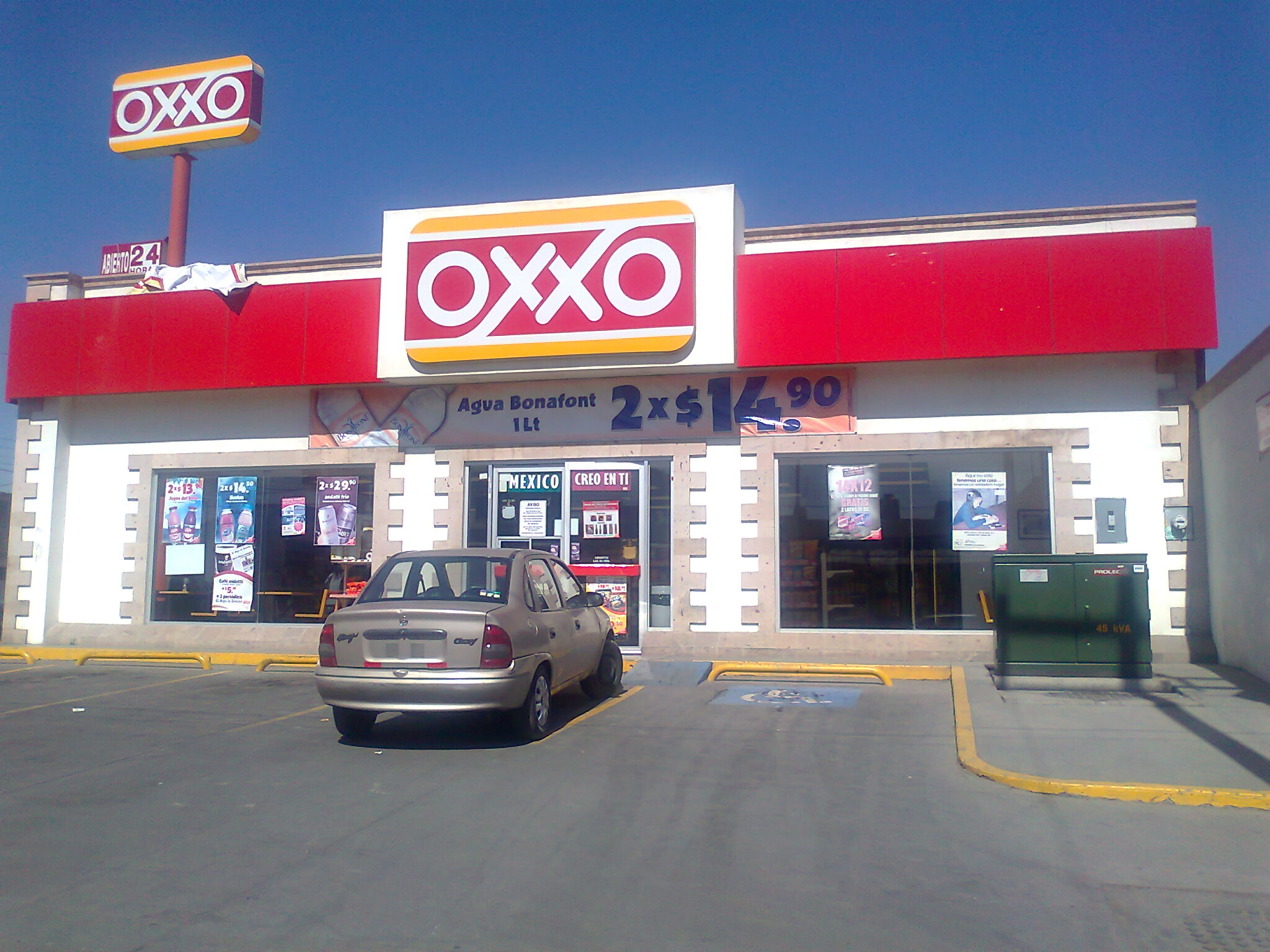